# Association française de normalisation
De Association française de Normalisation (AFNOR, en: French Standardization Association) is het Franse instituut voor normering, vergelijkbaar met de Nederlandse NEN en als zodanig de Franse vertegenwoordiging bij de ISO. De AFNOR werd in 1926 opgericht en speelde in 1947 een belangrijke rol bij de oprichting van de ISO.